# Avallon (álbum)
Avallon é o álbum de estreia do compositor cearense Abidoral Jamacaru, lançado em 1987 em formato de vinil e relançado em CD no ano de 2001. O disco trouxe composições de Abidoral Jamacaru, bem como parcerias com Xico Chaves e Geraldo Urano.

## Antecedentes e produção
Vencedor de várias edições dos Festivais Regionais da Canção do Crato nos anos 1970, Abidoral Jamacaru mudou-se para o Rio de Janeiro, onde conviveu com artistas como Xico Chaves e Jards Macalé. 
Nessa época, Abidoral também fez diversas apresentações, tendo seu trabalho elogiado por críticos como Nelson Motta. Contudo, embora tenha recebido convites de diversas gravadoras, Abidoral relutou em gravar um disco por discordar de imposições mercadológicas.
Entre outubro e novembro de 1986, de forma independente, foi gravado Avallon, cuja produção foi assinada por Luiz Carlos Salatiel.

## Faixas

### Lado A
| N.º | Título              | Compositor(es)                  | Duração |  |
| 1.  | "Cuba"              | Abidoral Jamacaru/Geraldo Urano | 3:10    |  |
| 2.  | "Lá de dentro"      | Abidoral Jamacaru               | 4:20    |  |
| 3.  | "Flor do Mamulengo" | Luiz Fidelis                    | 3:38    |  |
| 4.  | "Luanda"            | Abidoral Jamacaru               | 2:40    |  |

### Lado B
| N.º | Título               | Compositor(es)                  | Duração |  |
| 1.  | "O poeta"            | Abidoral Jamacaru/Xico Chaves   | 3:15    |  |
| 2.  | "Pra ninar o Cariri" | Abidoral Jamacaru               | 2:56    |  |
| 3.  | "Deixa Estar"        | Pachelly Jamacaru/Geraldo Urano | 3:14    |  |
| 4.  | "Muitos em um"       | Abidoral Jamacaru               | 2:26    |  |

### Faixas bônus (Versão CD)
| N.º | Título            | Compositor(es)                         | Duração |  |
| 1.  | "Limite"          | Luiz Carlos Salatiel/Pachelly Jamacaru | 3:02    |  |
| 2.  | "Cariri (O Hino)" | Cael/Lifanco                           | 3:56    |  |
| 3.  | "O Peixe"         | Abidoral Jamacaru/Patativa do Assaré   | 2:03    |  |

## Recepção e legado
Avallon foi muito bem recebido pela crítica. Em agosto de 1987, o jornalista Carlos Raphael, do Diário do Nordeste, afirmou tratar-se de "um dos trabalhos mais coerentes da MPB", "já antológico pela sua própria atuação".
Ainda em 1987, a professora e jornalista Valdelusa d'Arce, do Diário de Pernambuco, também elogiou Avallon.
Em 2001, o disco foi relançado em formato de CD, contendo três faixas-bônus, entre elas uma parceria com Patativa do Assaré.
Em 2015, cerca de trinta músicos cearenses gravaram um disco em homenagem a Abidoral, intitulado “Dádiva – Amigos e Canções de Abidoral Jamacaru”, com algumas canções de Avallon e outros discos do compositor. 
Avallon também trouxe a primeira gravação de Flor do Mamulengo, de Luiz Fidelis. 